# Black-Hawk-Purchase

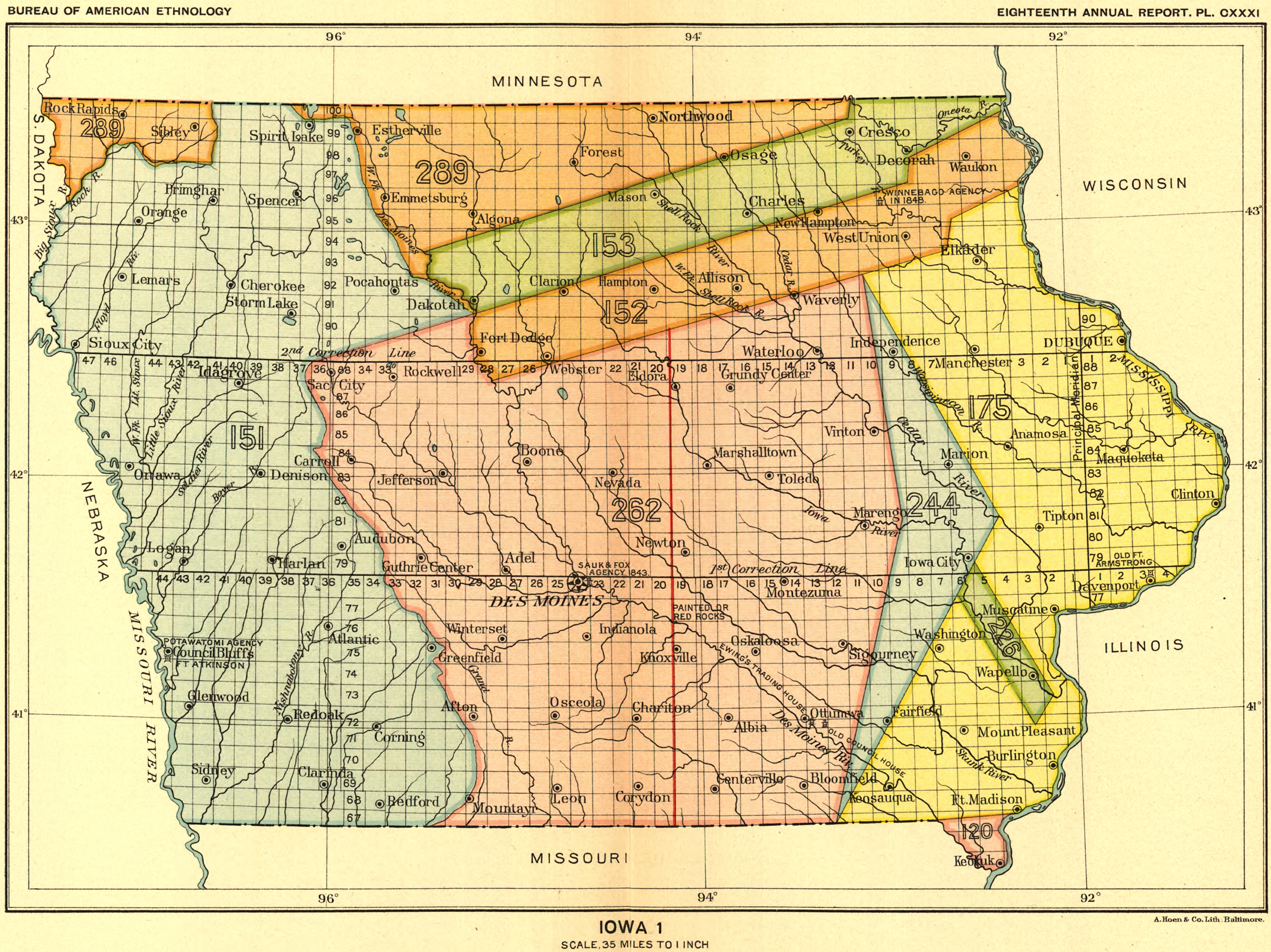
Karte von Iowa mit dem Gebiet des Black-Hawk-Purchase im Osten (gelb eingezeichnet)

Der Black-Hawk-Purchase war ein Vertrag zwischen den Völkern der Sauk- und Meskwaki und den USA. Er wurde am 21. September 1832 geschlossen und trat am 1. Juni 1833 in Kraft. Die Sauk und Meskwaki traten dabei ihr Land östlich des Mississippi River im heutigen Illinois gegen 640.000 US-Dollar ab. Etwa 24.000 km² wechselten den Besitzer. Das überschriebene Land wurde ebenfalls Black-Hawk-Purchase genannt.
Der Black-Hawk-Purchase beendete den Black-Hawk-Krieg unter Führung von Häuptling Black Hawk, der am Vertrag selbst jedoch nicht beteiligt war, da er sich zu der Zeit in Gefangenschaft befand.
Als zweiter Black-Hawk-Purchase ist der Vertrag vom Oktober 1837 bekannt, gemäß dem die Sauk und Meskwaki etwa 5.000 km² ihrer neuen Heimat, dem jetzigen Iowa, verkauften.
Am 1. Mai 1843, im dritten Black-Hawk-Purchase, mussten sie auch das verbliebene Land in Iowa verlassen und zogen nach Kansas.